# Herb Brennej

Herb Brennej

Herb Brennej przedstawia w polu srebrnym dwa świerki na dwóch wzgórzach, prawym zielonym, lewym złotym. 

## Historia
Godło herbowe znane jest, w nieco zmienionej formie, od XVIII wieku, kiedy pojawiło się na pieczęciach gminnych. Najstarsza pieczęć została odciśnięta na dokumencie katastralnym z 1723 roku. Pieczęć okrągła, o średnicy 25 mm, przedstawia dwie wierzby bez liści, stojące na murawie. W otoku napis DIEDINA BRINNA 1711. W polu kolejnej pieczęci lakowej z 1751 znajduje się rysunek dwóch wierzb o nieco wyższych pniach, jakby palm, każda na górce, zaś na otoku napis +DIEDINA BRINA 1751. Pieczęć ta była wyciskana w 1775, 1786, 1820 i 1835.
W 1864 pojawiła się nowa pieczęć, o średnicy 32 mm, z polskim napisem *GMINA * BRENA* 1864 i rysunkiem z dwiema wierzbami na murawie (według Gumowskiego palmy). Pieczęć tą odciskano m.in. na listach i dokumentach z lat 1870-1916. Pieczęć o takim samym rysunku, ale o odwróconych barwach, znana jest z odcisku z 1913. 
Trzecia i czwarta pieczęć mają napis Przełożeństwo gminne * BRENNA, ale wierzb czy palm, widnieją dwa świerki rosnące na dwóch górach. Obie pieczęcie miały 34 mm średnicy i użyto ich na dokumentach z lat 1919-36. Różniły się od siebie tylko kształtem przerywników. W tym samym okresie była używana jeszcze jedna pieczęć z tym godłem, o średnicy 30 mm, z napisem * Gmina Brenna * Gemeinde Brenna *. Odciśnięto ją na dokumencie z 1921. Według Gumowskiego, pieczęć ze świerkami była w użyciu do 1939. W 1945 wykonano nową pieczęć z niemal takim samym godłem. Średnica 34 mm, w otoku * URZĄD GMINNY * BRENNA. 
W 1939 Marian Gumowski zaproponował rysunek herbu i zielony kolor dla świerków i gór na srebrnym (białym) tle.

## Użycie
Herb Brennej razem z herbem Górek Wielkich i herbem Górek Małych jest prezentowany na różnych materiałach dotyczących gminy Brenna, chociaż ta oficjalnie nie uchwaliła jak dotąd własnego herbu.